# Język panasuan
Język panasuan, także: to panasean, to pamosean – język austronezyjski używany na wyspie Celebes (Sulawesi) w Indonezji. Według danych z 2004 roku posługuje się nim 800 osób. Inne szacunki (2006) sugerują, że może mieć 1600 użytkowników.
Jego użytkownicy zamieszkują prowincje Celebes Południowy (północno-zachodnia część kabupatenu Luwu Utara) i Celebes Zachodni (dwie wsie, kecamatany Kalumpang i Seko, kabupaten Mamuju).
Wraz z językami seko padang, seko tengah i budong-budong tworzy grupę seko w ramach języków południowocelebeskich. 
Znajduje się pod presją języków kalumpang, seko tengah i indonezyjskiego, jednakże jest używany przez wszystkich członków społeczności, w różnych sferach życia. Społeczność ma pozytywny stosunek do swojego języka.
Nie wykształcił piśmiennictwa.